# Arthrospira
Arthrospira es un género de cianobacterias del orden Oscillatoriales. Están constituidas por filamentos pluricelulares enrollados en hélice levógira, que flotan libremente en lagos tropicales y subtropicales alcalinos ricos en carbonato y bicarbonato.
Arthrospira platensis vive en África, Asia y Sudamérica, mientras que Arthrospira maxima es exclusiva de América Central y Arthrospira pacifica es endémica de Hawaii.

## Usos
Se elabora un suplemento dietético a base de Arthrospira, conocido como spirulina.

## Especies
Según AlgaeBase el género Arthrospira incluye las siguientes especies, algunas de ellas dudosas:
- Arthrospira argentina (Frenguelli) Guarrera & Kühnemann C
- Arthrospira balkrishnanii N.D.Kamat C
- Arthrospira baryana Stizenberger P
- Arthrospira boryana Stizenberger P
- Arthrospira braunii (Kützing) Crow P
- Arthrospira brevis Wang C
- Arthrospira desikacharyiensis Vasishta P
- Arthrospira fusiformis (Voronikhin) J.Komárek & J.W.G.Lund C
- Arthrospira gigantea (Schmidle) Anagnostidis C
- Arthrospira indica T.V.Desikachari & N.Jeeji Bai C
- Arthrospira jenneri Stizenberger ex Gomont C
- Arthrospira jenneri f. purpurea Collins P
- Arthrospira jenneri var. platensis (Nordstedt) Guarrera & Kühnemann P
- Arthrospira joshii Vasishta P
- Arthrospira khannae Drouet & Strickland C
- Arthrospira laxa (G.M.Smith) Crow P
- Arthrospira laxissima Setchell P
- Arthrospira laxissima Gomont P
- Arthrospira massartii var. indica Desikachary C
- Arthrospira maxima Setchell & N.L.Gardner C
- Arthrospira meneghiniana (Zanardini) Crow P
- Arthrospira miniata (Hauck) Gomont P
- Arthrospira miniata f. acutissima I.Umezaki C
- Arthrospira miniata var. constricta L.Hoffmann C
- Arthrospira nordstedtii (Gomont) Crow P
- Arthrospira oceanica (P.L.Crouan & H.M.Crouan) Crow P
- Arthrospira pellucida Chu Chia Wang P
- Arthrospira platensis (Nordstedt) Gomont C
- Arthrospira platensis f. minor Rich P
- Arthrospira platensis f. granulata Desikachary C
- Arthrospira santannae Komárek & Komárková-Legnerová C
- Arthrospira setchellii De Toni P
- Arthrospira skujae A.G.E.Magrin, P.A.C.Senna & J.Komárek C
- Arthrospira spirulinoides Ghose S
- Arthrospira subsalsa (Oersted) Crow P
- Arthrospira subtilissima (Kützing) Crow P
- Arthrospira tenuissima (Kützing) Crow P
- Arthrospira versicolor (Cohn) Crow P

"C" indica que el nombre está aceptado taxonómicamente
"U" indica que el nombre tiene un estatus taxonómico incierto.
"P" indica que el nombre no ha sido sometido a verificación taxonómica.